# نیلی‌مگس‌گیر فوجی
نیلی‌مگس‌گیر فوجی (نام علمی: Niltava davidi) نام یک گونه از سرده نیلی‌مگس‌گیرها است.